# Женщины в Сенате США
С начала основания Сената Соединённых Штатов Америки в 1789 году, в нём насчитывалось 56 женщин. Первой женщиной в американской истории, занявшей кресло в Сенате стала Ребекка Фелтон от Джорджии. Она была назначена на пост губернатором Томасом Хардвиком, в качестве замены умершему Томасу Уотсону. Фелтон представляла свой штат с 21 по 22 ноября 1922 года. В свою очередь, первой демократически избранной женщиной-сенатором стала Хэтти Карауэй от Арканзаса. В 1932 году на Выборах в Сенат она одержала уверенную победу, набрав 31 133 голоса, что составляет 91,62 % от общего количества. В 1938 году она повторила свой успех: получив 122 883 голоса (89,58 %) Карауэй переизбралась на второй срок.
Из 58 служивших в Сенате женщин, 36 были представительницами Демократической партии, 22 — Республиканской.

## История
На протяжении большей части истории Сената США, эта законодательная палата оставалась сугубо «мужской». В 1920 году несколько женщин предприняли попытку выдвижения в сенаторы. Малочисленность женщин в Сенате объясняется многими причинами, в том числе отсутствием женского избирательного права во многих штатах до ратификации девятнадцатой поправки к Конституции США. Также среди причин выделяют ограниченный доступ американских женщин к высшему образованию до середины 1900-х годов, общественное восприятие гендерных ролей и дискриминацию по признаку пола (сексизм).
Первой женщиной-сенатором стала Ребекка Фелтон, на протяжении суток представлявшая Джорджию в 1922. В 1932 году Хэтти Карауэй стала первой женщиной, добившейся места в Сенате выиграв выборы. Маргарет Чейз Смит стала первой женщиной, служившей одновременно и в Палате представителей (1940—1949) и в Сенате (1949—1973). 25 января 1978 года Мюриэль Хампфри-Браун была назначена сенатором от Миннесоты на место умершего супруга, Хьюберта Хамфри, тем самым став первой и пока единственной Второй Леди США служившей в качестве сенатора. В 1978 году Нэнси Кассебаум стала первой женщиной, когда-либо избранной в Сенат, без предшествующей службы мужа в Конгрессе.
Начиная с 1978 года, в составе каждого Сената присутствовала хотя бы одна женщина.
1992 год, позднее прозванный «Годом женщины», стал историческим: тогда сразу пятерым женщинам удалось избраться в верхнюю палату Конгресса.
В 2000 году Хиллари Клинтон стала первой и пока единственной Первой леди, выдвинувшейся на выборную должность — сенатора США. Впоследствии, Клинтон победила на выборах с результатом в 55,3 %, набрав 3 747 310 голосов. Её сопернику Рику Лазио удалось собрать лишь 43 % голосов (2 915 730). В 2006 году ей удалось переизбраться на второй срок. Хиллари собрала 3 008 428 голосов, против 1 392 189 у её оппонента Джона Спенсера. В 2008-м Клинтон ушла с поста сенатора, в связи с вступлением в должность Государственного секретаря США.
В 2012 году в Сенат избралось одиннадцать женщин, шесть из которых были переизбраны. Это событие побило рекорд 1992 года: тогда сенаторами удалось стать пятерым женским кандидатам.
В 2020 году сенатор от Калифорнии Камала Харрис стала первой женщиной, избранной на пост вице-президента США.

## Список сенаторов-женщин США
| Портрет            | Имя, годы жизни                     | Штат               | Начало срока      | Конец срока       | Партия                 |
| ------------------ | ----------------------------------- | ------------------ | ----------------- | ----------------- | ---------------------- |
| Sen. Felton        | Ребекка Латтимер Фелтон (1835–1930) | Джорджия           | ноября 21, 1922   | ноября 22, 1922   | Демократическая партия |
| Sen. Caraway       | Хэтти Карауэй (1878–1950)           | Арканзас           | декабря 9, 1931   | января 3, 1945    | Демократическая партия |
| Sen. Long          | Роуз Макконнелл-Лонг (1892–1970)    | Луизиана           | января 31, 1936   | января 3, 1937    | Демократическая партия |
| Sen. Graves        | Дикси Грэйвс (1882–1965)            | Алабама            | августа 20, 1937  | января 10, 1938   | Демократическая партия |
| Sen. Pyle          | Глэдис Пайл (1890–1989)             | Южная Дакота       | ноября 9, 1938    | января 3, 1939    | Республиканская партия |
| Sen. Bushfield     | Вера Бушфилд (1889–1976)            | Южная Дакота       | октября 6, 1948   | декабря 26, 1948  | Республиканская партия |
| Sen. Smith         | Маргарет Чейз Смит (1897–1995)      | Мэн                | января 3, 1949    | января 3, 1973    | Республиканская партия |
| Sen. Bowring       | Ева Боуринг (1892–1985)             | Небраска           | апреля 16, 1954   | ноября 7, 1954    | Республиканская партия |
| Sen. Abel          | Хэйзел Эйбл (1888–1966)             | Небраска           | ноября 8, 1954    | декабря 31, 1954  | Республиканская партия |
| Sen. Neuberger     | Маурин Нойбёргер (1907–2000)        | Орегон             | ноября 9, 1960    | января 3, 1967    | Демократическая партия |
| Sen. Edwards       | Элейн Эдвардс (1929–2018)           | Луизиана           | августа 1, 1972   | ноября 13, 1972   | Демократическая партия |
| Sen. Humphrey      | Мюриэль Хамфри-Браун (1912–1998)    | Миннесота          | января 25, 1978   | ноября 7, 1978    | Демократическая партия |
| Sen. Allen         | Мэрион Аллен (1925-2018)            | Алабама            | июня 8, 1978      | ноября 7, 1978    | Демократическая партия |
| Sen. Kassebaum     | Нэнси Кассебаум (род. 1932)         | Канзас             | декабря 23, 1978  | января 3, 1997    | Республиканская партия |
| Sen. Hawkins       | Пола Хокинс (1927–2009)             | Флорида            | января 1, 1981    | января 3, 1987    | Республиканская партия |
| Sen. Mikulski      | Барбара Микульски (род. 1936)       | Мэриленд           | января 3, 1987    | января 3, 2017    | Демократическая партия |
| Sen. Burdick       | Джоселин Бурдик (1922—2019)         | Северная Дакота    | сентября 16, 1992 | декабря 14, 1992  | Демократическая партия |
| Sen. Feinstein     | Дайэнн Файнстайн (1933—2023)        | Калифорния         | ноября 10, 1992   | сентября 29, 2023 | Демократическая партия |
| Sen. Boxer         | Барбара Боксер (род. 1940)          | Калифорния         | января 3, 1993    | января 3, 2017    | Демократическая партия |
| Sen. Moseley Braun | Кэрол Мозли-Браун (род. 1947)       | Иллинойс           | января 3, 1993    | января 3, 1999    | Демократическая партия |
| Sen. Murray        | Патти Мюррей (род. 1950)            | Вашингтон          | января 3, 1993    | действующая       | Демократическая партия |
| Sen. Hutchison     | Кэй Хатчинсон (род. 1943)           | Техас              | июня 14, 1993     | января 3, 2013    | Республиканская партия |
| Sen. Snowe         | Олимпия Сноу (род. 1947)            | Мэн                | января 3, 1995    | января 3, 2013    | Республиканская партия |
| Sen. Frahm         | Шейла Фрам (род. 1945)              | Канзас             | июня 11, 1996     | ноября 6, 1996    | Республиканская партия |
| Sen. Collins       | Сьюзан Коллинз (род. 1952)          | Мэн                | января 3, 1997    | действующая       | Республиканская партия |
| Sen. Landrieu      | Мэри Лэндрю (род. 1955)             | Луизиана           | января 3, 1997    | January 3, 2015   | Демократическая партия |
| Sen. Lincoln       | Бланш Линкольн (род. 1960)          | Арканзас           | января 3, 1999    | января 3, 2011    | Демократическая партия |
| Sen. Cantwell      | Мария Кантуэлл (род. 1958)          | Вашингтон          | января 3, 2001    | действующая       | Демократическая партия |
| Sen. Carnahan      | Джин Карнахан (род. 1933)           | Миссури            | января 3, 2001    | ноября 25, 2002   | Демократическая партия |
| Sen. Clinton       | Хиллари Клинтон (род. 1947)         | Нью-Йорк           | января 3, 2001    | января 21, 2009   | Демократическая партия |
| Sen. Stabenow      | Дебби Стабенау (род. 1950)          | Мичиган            | января 3, 2001    | действующая       | Демократическая партия |
| Sen. Murkowski     | Лиза Меркауски (род. 1957)          | Аляска             | декабря 20, 2002  | действующая       | Республиканская партия |
| Sen. Dole          | Элизабет Доул (род. 1936)           | Северная Каролина  | января 3, 2003    | января 3, 2009    | Республиканская партия |
| Sen. Klobuchar     | Эми Клобушар (род. 1960)            | Миннесота          | января 3, 2007    | действующая       | Демократическая партия |
| Sen. McCaskill     | Клэр Маккэскил (род. 1953)          | Миссури            | января 3, 2007    | января 3, 2019    | Демократическая партия |
| Sen. Shaheen       | Джин Шахин (род. 1947)              | Нью-Гэмпшир        | января 3, 2009    | действующая       | Демократическая партия |
| Sen. Hagan         | Кей Хейган (1953—2019)              | Северная Каролина  | января 3, 2009    | январь 3, 2015    | Демократическая партия |
| Sen. Gillibrand    | Кирстен Джиллибранд (род. 1966)     | Нью-Йорк           | января 26, 2009   | действующая       | Демократическая партия |
| Sen. Ayotte        | Келли Эйотт (род. 1968)             | Нью-Гэмпшир        | января 3, 2011    | января 3, 2017    | Республиканская партия |
| Sen. Baldwin       | Тэмми Болдуин (род. 1962)           | Висконсин          | января 3, 2013    | действующая       | Демократическая партия |
| Sen. Fischer       | Дэб Фишер (род. 1951)               | Небраска           | января 3, 2013    | действующая       | Республиканская партия |
| Sen. Heitkamp      | Хайди Хайткэмп (род. 1955)          | Северная Дакота    | января 3, 2013    | января 3, 2019    | Демократическая партия |
| Sen. Hirano        | Мэйзи Хироно (род. 1947)            | Гавайи             | января 3, 2013    | действующая       | Демократическая партия |
| Sen. Warren        | Элизабет Уоррен (род. 1949)         | Массачусетс        | января 3, 2013    | действующая       | Демократическая партия |
| Sen. Ernst         | Джони Эрнст (born 1970)             | Айова              | января 3, 2015    | действующая       | Республиканская партия |
| Sen. Moore Capito  | Шелли Мур Капито (born 1953)        | Западная Вирджиния | января 3, 2015    | действующая       | Республиканская партия |
| Sen. Cortez Masto  | Кэтрин Кортес-Масто (born 1964)     | Невада             | января 3, 2017    | действующая       | Демократическая партия |
| Sen. Duckworth     | Тэмми Дакуорт (род. 1968)           | Иллинойс           | января 3, 2017    | действующая       | Демократическая партия |
| Sen. Harris        | Каммала Харрис (род. 1964)          | Калифорния         | января 3, 2017    | января 18, 2021   | Демократическая партия |
| Sen. Hassan        | Мэгги Хассен (род. 1958)            | Нью-Гэмпшир        | января 3, 2017    | действующая       | Демократическая партия |
| Sen. Smith         | Тина Смит (род. 1958)               | Миннесота          | января 3, 2018    | действующая       | Демократическая партия |
| Sen. Hyde-Smith    | Синди Хайд-Смит (род. 1959)         | Миссисипи          | апреля 9, 2018    | действующая       | Республиканская партия |
|                    | Марша Блэкберн (род. 1952)          | Теннесси           | января 3, 2019    | действующая       | Республиканская партия |
|                    | Кирстен Синема (род. 1976)          | Аризона            | января 3, 2019    | действующая       | Демократическая партия |
|                    | Марта Максалли (род. 1966)          | Аризона            | января 3, 2019    | декабря 2, 2020   | Республиканская партия |
|                    | Джеки Роузен (род. 1957)            | Невада             | января 3, 2019    | действующая       | Демократическая партия |
|                    | Келли Леффлер (род. 1970)           | Джорджия           | января 6, 2020    | января 20, 2021   | Республиканская партия |
|                    | Синтия Ламмис (род. 1954)           | Вайоминг           | января 3, 2021    | действующая       | Республиканская партия |